# Célula dendrítica

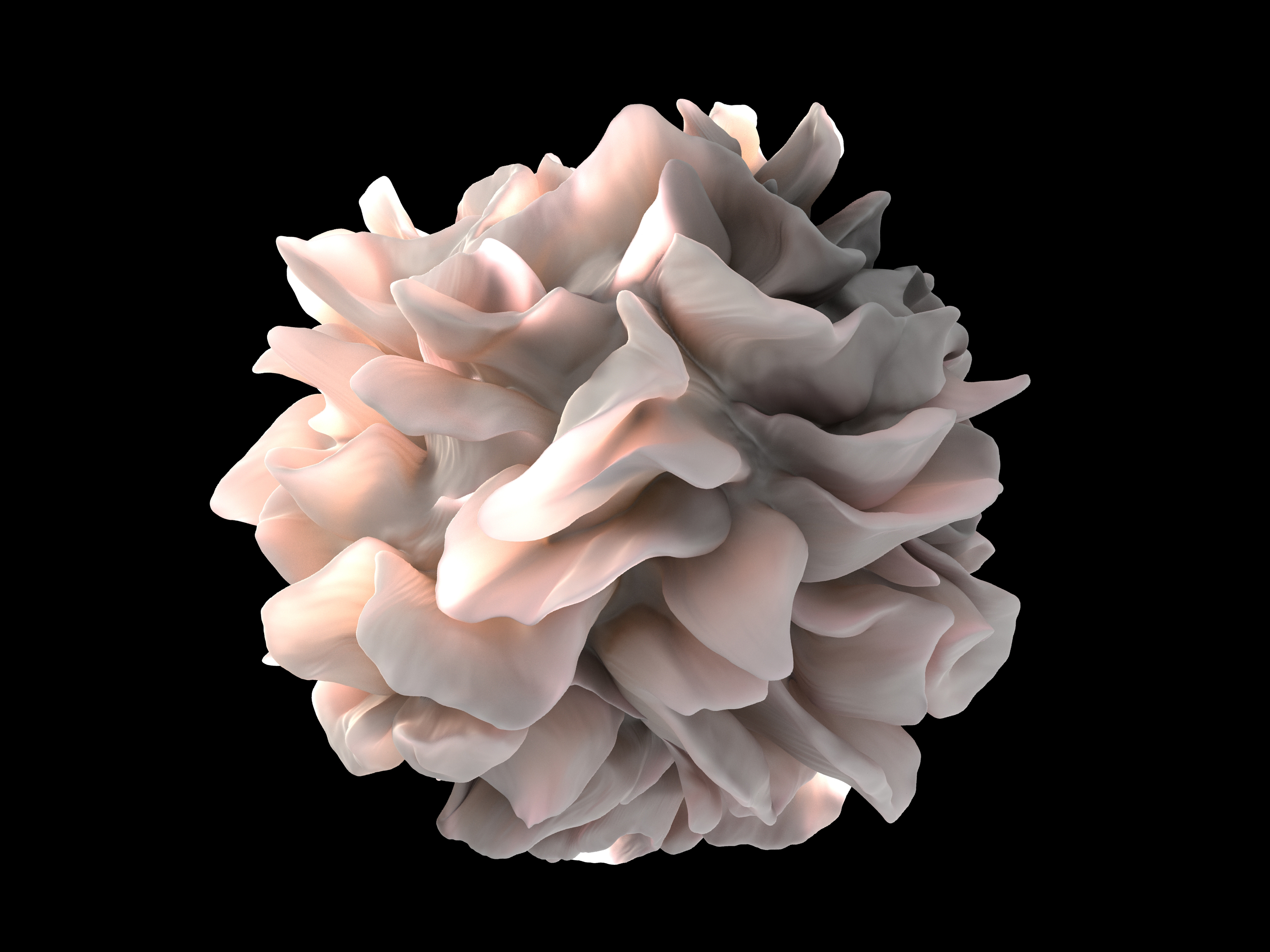
Reconstrucción 3D de una CD libre. National Institutes of Health (NIH)

Las células dendríticas (Et: del griego δένδρον, árbol, por sus abundantes ramificaciones) (en inglés: Dendritic Cell o abreviado DC ), llamadas también células de Langerhans, son un tipo de células especializadas características del sistema inmunitario de los mamíferos. Aunque forman parte de la inmunidad innata, siendo capaces de fagocitar patógenos, su función principal es procesar material antigénico, devolverlo a su superficie y presentarlo a las células especializadas (inmunidad adaptativa: linfocitos T) del sistema inmunitario. En este sentido actúa como vínculo entre ambos sistemas. Así pues, las células dendríticas son células presentadoras de antígeno. Las células dendríticas existen en diferentes grupos de vertebrados, pero sus características difieren entre un grupo y otro e incluso en el interior de un mismo grupo. Aunque son típicas de los mamíferos, también se han detectado en pollos y tortugas.
Su nombre hace referencia a unas proyecciones ramificadas que se desarrollan en un cierto punto de su maduración, similares a las dendritas de las neuronas. Las células dendríticas fueron descubiertas en 1868 por Paul Langerhans cuando estudiaba la piel humana, aunque originalmente creyó que formaban parte del sistema nervioso; su auténtico papel no fue revelado hasta un siglo más tarde. Un estudio reciente reveló la presencia de células dendríticas en el cerebro, donde podrían representar una segunda línea de defensa contra los patógenos que consigan atravesar la barrera hematoencefálica. Estas forman parte de la llamada "microglía heterogénea".
Las células dendríticas pertenecen a un tipo de glóbulos blancos llamados fagocitos. Debido a su alta eficacia a la hora de fagocitar material peligroso para el cuerpo, las células dendríticas son consideradas fagocitos «profesionales». Parte de la eficacia fagocítica de las células dendríticas es gracias a la presencia de moléculas llamadas receptores en la superficie, que pueden detectar objetos nocivos, tales como bacterias, que no suelen encontrarse dentro del cuerpo. Las células dendríticas existen en grandes cantidades en tejidos que están en contacto con el medio exterior, principalmente la piel (que cuenta con un tipo especializado de células dendríticas llamadas células de Langerhans) y el revestimiento interior de la nariz, los pulmones, el estómago y los intestinos. También están presentes en estado inmaduro en la sangre.
Como otros glóbulos blancos, las células dendríticas derivan de células hematopoyéticas. Cuando todavía son inmaduras, su función es ir buscando constantemente patógenos al medio que las rodea mediante receptores de reconocimiento de patrones. Cuando encuentran un antígeno válido, empiezan a madurar y migran hacia los ganglios linfáticos, donde se encuentran los linfocitos. Cuando los linfocitos T detectan un antígeno en una célula dendrítica, se activan, proliferan. A su vez, los linfocitos T activan los linfocitos B, que producen anticuerpos, y a partir de ese momento la defensa contra los patógenos pasa al terreno de la inmunidad adquirida.

## Célula mieloide
Las células dendríticas, pertenecen a las células mieloides. Las células mieloides, junto con los linfocitos, constituyen el conjunto de los leucocitos. Las células mieloides se dividen en los siguientes tipos:
- Fagocito: leucocitos polinucleares neutrófilos (PMN) y monocitos, que a su vez se diferencian a macrófagos.
- Célula dendrítica.
- Eosinófilo
- Basófilo
- Mastocito

## Descubrimiento y estudio

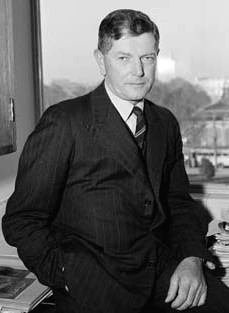
Frank Macfarlane Burnet, fue un virólogo australiano, reconocido por sus trabajos en el campo de la inmunología. Sus estudios dieron como resultado la propuesta de una teoría de la selección clonal, por la cual, los linfocitos responden a antígenos mientras tengan ciertas compatibilidad. Junto con los trabajos de Ralph M. Steinman sirvieron para el descubrimiento de las células dendríticas.

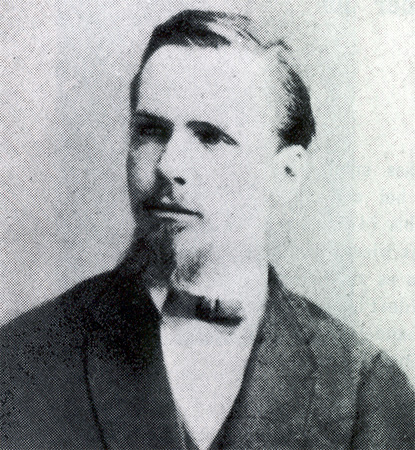
Paul Langerhans, científico alemán, a quien se le atribuye el descubrimiento de las células dendríticas. Los trabajos de investigación de Langerhans se centraron en el estudio de la histología, campo en el que aplicó con éxito las nuevas técnicas de tinción. Cuando aún era estudiante de medicina en el laboratorio de Rudolf Virchow trabajó sobre la inervación de la piel. En su trabajo Ueber die Nerven der Mensclichen Haut, publicado en 1868, describió las terminaciones nerviosas situadas en el estrato de Malpighi de la epidermis, así como el stratum granulosum del mismo, conocido más tarde como estrato de Langerhans.

Las células dendríticas fueron descritas por primera vez por el científico alemán  Paul Langerhans a finales del siglo XIX. Cuando aún no se había graduado, utilizó técnicas en las que se empleaba cloruro de oro desarrolladas por Julius Cohnheim para detectar unas células no pigmentarias de la epidermis, que describió como receptores de señales extracutáneas por el sistema nervioso. Sin embargo, no fue capaz de averiguar su auténtica naturaleza y función, que permanecieron como un misterio para los investigadores durante más de cien años.
En 1957, Frank Macfarlane Burnet propuso la teoría de la selección clonal. Una de las bases de esta teoría era que los linfocitos solo responden a antígenos si estos son compatibles con sus receptores. Sin embargo, la teoría de Macfarlane Burnet no explicaba los mecanismos por los que era presentado el antígeno que iniciaría la respuesta. Ralph M. Steinman, que entonces seguía estudios de medicina en la Universidad de Harvard y hacía prácticas en el Hospital General de Massachusetts, dedicó sus esfuerzos a investigar qué agente posibilitaba la presentación de antígeno para iniciar la respuesta inmunitaria linfocítica. Para su investigación, partía de la noción de que el añadido de antígenos a los linfocitos no era suficiente para activarlos, y que había un intermediario.
A mediados de la década de 1960, Robert Mishell y Richard Dutton habían logrado desencadenar una respuesta primaria de anticuerpos in vitro por primera vez, añadiendo glóbulos rojos de oveja a una suspensión de células de bazo de ratón. Experimentos posteriores llevaron a los investigadores a pensar que la generación de la respuesta solo era posible en presencia de una variedad de células accesorias del bazo, con los macrófagos como componente significativo. En 1970, Steinman comenzó a trabajar con Zanvil A. Cohn para investigar estas células accesorias mediante microscopia de contraste de fase. El resultado fue el descubrimiento de una cantidad reducida de células con muchas ramificaciones, móviles y ricas en mitocondrias en comparación con la mayor cantidad de macrófagos. Sin embargo, el término «célula dendrítica» no fue utilizado hasta 1973, por Ralph M. Steinman y Zanvil A. Cohn. En 2007, Steinman fue galardonado con el Premio Albert Lasker por Investigación Médica Básica por su descubrimiento.
Al principio, la hipótesis de Steinman sobre el papel clave de las células dendríticas en la generación de respuesta inmunitaria no fue muy aceptada, pues algunos científicos las consideraban irrelevantes o incluso un artefacto experimental. Para vencer este escepticismo, Steinman y otros investigadores continuaron trabajando en las células dendríticas, estudiando las proteínas superficiales y la función. Después de una serie de experimentos, Steinman pudo demostrar que las células dendríticas eran entre 100 y 1000 veces más eficaces para iniciar la respuesta inmunitaria que las células genéricas del bazo. Desde entonces, tanto Steinman como otros investigadores han demostrado la alta efectividad de las células dendríticas a la hora de estimular la citotoxicidad de los linfocitos T y la respuesta de los anticuerpos. La descripción del proceso de maduración de las células dendríticas fue uno de los avances posteriores. Las investigaciones más recientes desarrollaron técnicas para cultivar células dendríticas, y la investigación se dirige actualmente hacia su uso para combatir el cáncer.

## Ubicación en el organismo
Las células dendríticas se encuentran en grandes cantidades en las regiones superficiales del cuerpo, como la piel, la faringe, la parte superior del esófago, la vagina, la parte exterior del cuello uterino y el ano. Además, también son muy numerosas en las mucosas interiores, como en el aparato respiratorio y digestivo. Las células dendríticas extienden sus extensiones ramificadas a través de las uniones estrechas que revisten las superficies interior y exterior del epitelio, sin afectar la función del revestimiento como barreras difusas. Esto aumenta las posibilidades de las células dendríticas de interceptar antígenos de su medio directo, incluso cuando no hay infección o inflamación evidente. Se asume que las células dendríticas, modulan la reacción del sistema inmunitario contra antígenos ambientales inofensivos, evitando una respuesta excesivamente contundente de la respuesta inmunitaria.

## Estructura

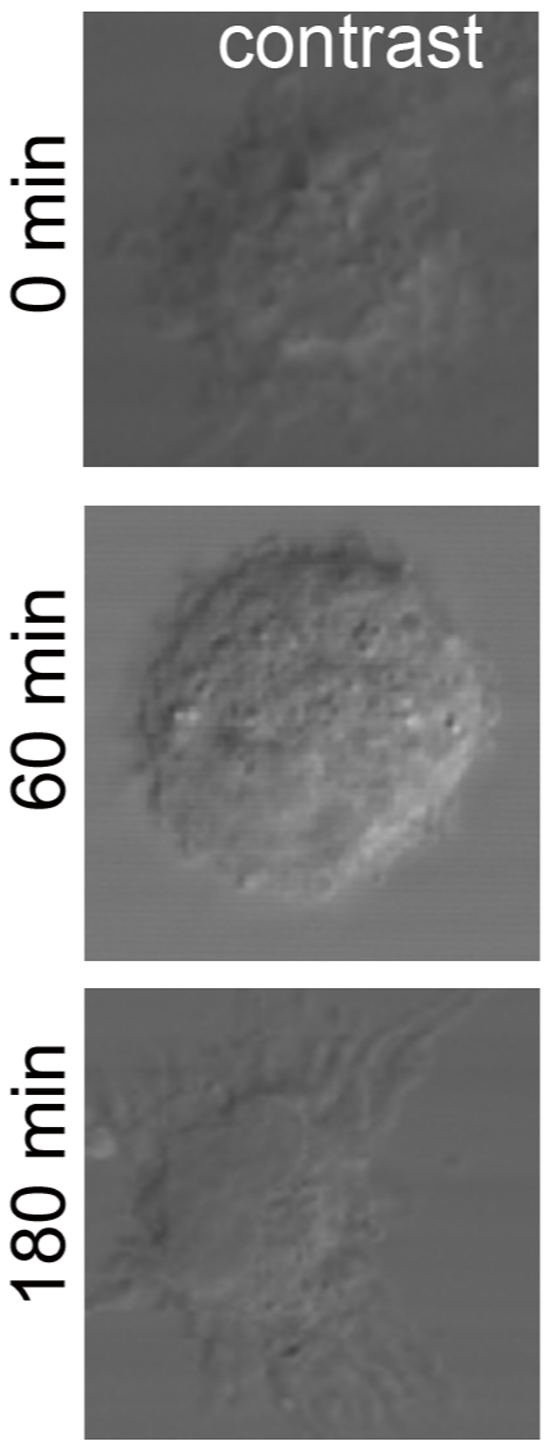
Célula Dendrítica, Microscopio de contraste de fases.

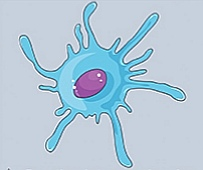
Esquema

Las células dendríticas se caracterizan por la gran densidad de moléculas del MHC de clase II que presentan en la membrana plasmática. Las células de Langerhans, un tipo especializado de células dendríticas, también presentan una elevada concentración de moléculas del MHC de clase II, pero lo que las caracteriza es la presencia de gránulo de Birbeck, unos orgánulos exclusivos de este tipo celular con forma de barra o de raqueta de tenis cuya función aún es discutida. Sin embargo, se ha visto que están asociados a una lectina dependiente de calcio, la langerina, y que incluso induce su formación. De ese modo parece que la inducción de los gránulos de Birbeck sería una consecuencia de la función de captura de antígenos de la langerina, que permitiría conducirlo a los gránulos y activar de ese modo al procesamiento del antígeno por la ruta no clásica. Según el microambiente en que se encuentren, las células dendríticas expresan diversos marcadores de superficie, como por ejemplo las citocinas IL-12, IL-1 y TNF-α.
Solo las células dendríticas inmaduras que patrullan las regiones periféricas tienen la típica forma de estrella, que les viene dada por unos procesos citoplasmáticos llamados dendritas, que miden más de 10 μm y que sobresalen del cuerpo de la célula. En las células vivas, estas proyecciones están en constante movimiento, retorciéndose, contrayéndose y volviéndose a extender por el lado contrario. En esta fase inmadura, las células también tienen una gran cantidad de vesículas endocíticas ricas en proteínas lisosomales. Este fenotipo inmaduro se caracteriza por la escasez de proteínas del MHC y la ausencia completa de moléculas B7 coestimuladora. Durante su migración hacia los órganos linfáticos secundarios, después de haber capturado un antígeno durante una infección, la morfología de las células dendríticas cambia. Las dendríticas son remplazadas por pliegues y proyecciones membranales semejantes a velos, por lo que se las puede llamar «células veliformes». Al mismo tiempo, las células pierden la capacidad de fagocitar y de procesar antígenos. Finalmente, en los ganglios linfáticos u otros órganos linfoides diana están presentes como células dendríticas maduras. Estas células dendríticas segregan grandes cantidades de péptidos cargados de complejo MHC II, así como varias moléculas coestimuladora, especialmente la B7. Ambas cosas son necesarias para permitir el reconocimiento de los antígenos procesados por parte de los linfocitos T, así como la activación de estos últimos. Mientras que los péptidos y complejos MHC interactúan con los receptores de los linfocitos T, las moléculas B7 proporcionan la segunda señal necesaria para unirse a los antígenos CD28 de los linfocitos T. Las células dendríticas maduras son capaces de estimular linfocitos T CD4 + TH1 con una gran eficacia.

## Ciclo vital
Como todas las otras células sanguíneas (glóbulos rojos y blancos), las células dendríticas tienen su origen en células madre hematopoyéticas. La hematopoyesis se produce inicialmente en el saco vitelino, pero más adelante es trasladada al hígado del feto, y posteriormente en la médula ósea, donde se producirá durante el resto de la vida. El proceso de formación de las células dendríticas se inicia cuando una célula precursora hematopoyética es estimulada por la interleucina 3 para convertirse en una célula progenitora mieloide. Más adelante, las células mieloides son estimuladas por el factor estimulante de colonias de granulocitos y macrófagos para convertirse en promonocitos, y después en monocitos. Finalmente, los monocitos son estimulados por un factor, que in vivo aún no es conocido, para transformarse en células dendríticas inmaduras. In vitro esto se ha conseguido mediante interleucina 4.

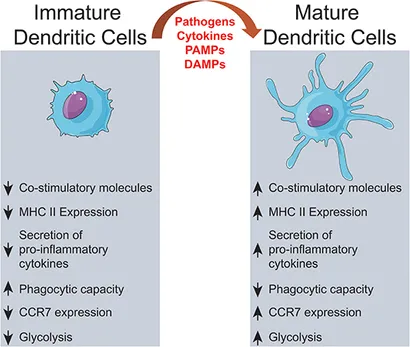
Maduración de las CD.

Las células dendríticas inmaduras se caracterizan por su gran actividad endocítica y su bajo potencial de activación de linfocitos T. Se dedican a registrar constantemente el medio que las rodea en busca de patógenos como virus o bacterias. Lo hacen mediante receptores de reconocimiento de patrones (PRR) y receptores de tipo Toll (TLR). Los TLR reconocen firmas químicas específicas que se encuentran en subconjuntos de patógenos. Las células dendríticas también pueden fagocitar pequeñas cantidades de membrana de células propias vivas, en un proceso llamado nibbling. Una vez han entrado en contacto con un antígeno presentable, se activan en células dendríticas maduras y empiezan a migrar a los ganglios linfáticos. Las células dendríticas inmaduras fagocitan los patógenos y degradan las proteínas en pequeños fragmentos, y cuando maduran presentan estos fragmentos en la superficie celular utilizando moléculas del MHC. Al mismo tiempo, sobreregulan receptores de la superficie celular que hacen de correceptores en la activación de los linfocitos T, como CD80 (B7.1), CD86 (B7.2) y CD40, mejorando drásticamente su capacidad de activar linfocitos T. También sobreregulan el CCR7, un receptor quimiotáctico que hace que una célula dendrítica viaje por el flujo sanguíneo hasta el bazo o por el sistema linfático hasta un ganglio linfático. Aquí, actúa como célula presentadora de antígeno, activando linfocitos T colaboradores y linfocitos T citotóxicos, así como linfocitos B, presentándolos antígenos derivados del patógeno, junto con señales coestimuladora no antígeno específicos. 
La longevidad de los macrófagos activados es de solo unos días, aunque nuevas pruebas sugieren que en algunos casos podría extenderse un poco más. La longevidad de las células dendríticas, aunque varía según su tipo y origen, es similar, pero parece que las células dendríticas inmaduras pueden vivir en un estado inactivo durante mucho más tiempo. Una célula dendrítica activada situada en la zona de los linfocitos T de un ganglio linfático tiene un tiempo de vida de aproximadamente 48 horas.
La formación y desarrollo exactos de los diferentes tipos y subconjuntos de células dendríticas y sus interrelaciones son actualmente poco conocidos, ya que las células dendríticas son tan raras y difíciles de aislar que hace pocos años se han convertido en el objeto de una investigación. Los diferentes antígenos de superficie que caracterizan las células dendríticas solo son conocidos desde el 2000. Antes, los investigadores tenían que trabajar con un «cóctel» de varios antígenos que, conjuntamente, daban como resultado el aislamiento de células con características únicas de las DC.

## Presentación de antígeno
El proceso de presentación de antígeno es el proceso por el cual las células presentadoras de antígeno (macrófagos, linfocitos B o células dendríticas, entre otros) capturan un antígeno y se lo «presentan» a los linfocitos T, permitiendo que lo reconozcan. Hay dos células presentadoras de antígeno «profesionales»: los macrófagos y las propias células dendríticas.
Investigaciones recientes apuntan a que las células dendríticas maduran en encontrar señales de peligro en el punto de inflamación. Estas señales incluyen las citoquinas inflamatorias IL-1 o TNF-α, liberadas por los tejidos dañados, o partes de los microbios invasores, incluyendo endotoxinas, ADN de las bacterias o ARN bicatenario viral. Esto estimula los receptores de tipo Toll de las células dendríticas, iniciando la respuesta inmunitaria correspondiente.
Las células dendríticas inmaduras se encargan de captar y procesar los antígenos mediante la expresión de receptores de absorción, que son característicos de las DC y pertenecen principalmente a la familia de las lectinas. Aparte de los dos receptores más importantes (MMR y DEC205), que son proteínas membranas grandes de tipo I, también expresan proteínas transmembranas de tipo II con un único dominio de lectina externo de tipo C. Después de coger antígenos microbiales, ambientales y propios, las células dendríticas abandonan las regiones periféricas en dirección a los órganos linfáticos secundarios. Los patógenos que atacan zonas periféricas son transportados por las células dendríticas en el ganglio linfático más cercano situado corriente arriba, en cambio, los antígenos que son tomados al torrente sanguíneo son llevados en el bazo, y los que han infectado mucosas son transportados a las amígdalas o las placas de Peyer. Este proceso de migración celular es dirigido por proteínas reguladoras llamadas quimiocinas y puede ser potenciado mediante vacunación. Los órganos linfáticos, los lugares donde se inician la inmunidad y la autotolerancia, las células dendríticas forman un sistema revirado parecido a un laberinto a través de procesos continuos de formación y desensamblaje. Allí, concretamente en paracórtex los ganglios linfáticos (la región de linfocitos T), las células dendríticas presentan su antígeno a las células del sistema inmunitario y secretan factores de estimulación. Ambas cosas son necesarias para poner en marcha una respuesta inmunitaria por parte de los linfocitos T adecuados, es decir, los específicos al antígeno.
Cada linfocito T colaborador es específico a un único antígeno. Solo las células presentadoras de antígeno profesionales (macrófagos, linfocitos B y células dendríticas) pueden activar un linfocito T colaborador en reposo presentándole el antígeno. Sin embargo, los macrófagos y los linfocitos B solo pueden activar linfocitos T de memoria, mientras que las células dendríticas pueden activar tanto linfocitos T de memoria como naïf. Son las células presentadoras de antígeno más eficaces gracias a que presentan entre 10 y 100 veces más complejos de MHC-péptidos a la superficie que los monocitos o linfocitos B, por ejemplo. Además de ser los centinelas del sistema inmune, también ejercen una función de control y supervisión sobre los auténticos agentes de la respuesta inmunitaria celular. Para ello, una sola célula dendrítica es suficiente para activar hasta 3000 linfocitos T antígeno-específicos. Son mucho más eficaces que las otras células presentadoras de antígeno.

## Tipos

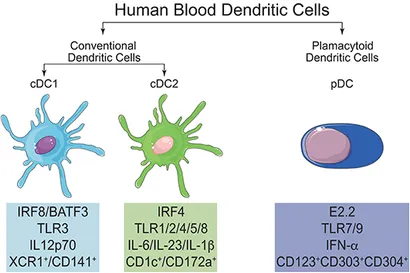
Tipos de dendríticas. (2018).

Las células dendríticas (CD) pertenecen a un tipo de glóbulos blancos llamados fagocitos. Las dendríticas (CD) son células presentadoras de antígenos. Las CD existen en diferentes tejidos. Existen CD en grandes cantidades en tejidos que están en contacto con el medio exterior. 

### Células de Langerhans
Las células de Langerhans son un tipo de células dendríticas que residen en la epidermis contienen unos gránulos de gran tamaño llamados gránulos de Birbeck. Suelen encontrarse en los ganglios linfáticos y otros órganos, incluyendo el estrato espinoso de la epidermis. También se las puede encontrar en otras partes del cuerpo, especialmente en relación con la histiocitosis.
Cuando se produce una infección de la piel, las células de Langerhans cercanas captan y procesan los antígenos. Las células de Langerhans derivan de la diferenciación celular de monocitos con el marcador Gr-1 (también conocido como Ly-6G/Ly-6C). La diferenciación requiere estimulación por el factor estimulador de colonias CSF-1. Tienen una morfología y función similares a las de los macrófagos. La proteína langerina, también presente en otras células dendríticas, se encuentra en las células de Langerhans. Investigaciones recientes apuntan a que esta proteína podría tener un papel especial en este tipo de células, haciendo de barrera natural para la transmisión del VIH-1 por células de Langerhans. Uno de los investigadores apuntó que «la langerina es capaz de capturar virus del medio, previniendo así la infección», y que «como en general todos los tejidos exteriores del cuerpo tienen células de Langerhans, creemos que el cuerpo humano está dotado de un mecanismo de defensa antivírica que destruye los virus invasores».

### Células dendríticas intersticiales
Las células dendríticas intersticiales (IDC) son un tipo de DC cercano a las DC linfoides. Se distinguen de los macrófagos tisulares por su fenotipo inmunológico, así como sus características citoquímicas y funcionales. Fueron identificadas por primera vez en el intersticio de órganos no linfoides, en forma de leucocitos teñidos intensamente por anticuerpos anti-MHC de clase II, y desde entonces han sido observadas en diversas especies, incluyendo Homo sapiens.
Probablemente representan una fase de diferenciación de las células dendríticas no linfoides, necesaria para la captura de antígenos. Al captar el antígeno, las IDC migran hacia la región interfol pelicular de los ganglios linfáticos, donde llevan a cabo la presentación de antígeno para activar los linfocitos T. El descubrimiento de que las IDC son el leucocito pasajero de los aloinjertos que contribuye de manera significativa a la inmunogenicidad del injerto reveló que la destrucción de las IDC del órgano donante aumenta las probabilidades de supervivencia del injerto.

### Células dendríticas plasmacitoides
Las células dendríticas plasmacitoides (PDC) son un subtipo raro de células dendríticas en circulación que se encuentran en la sangre y los órganos linfoides periféricos. Estas células expresan marcadores de superficie CD123, CLEC4C y BDCA-4, pero no expresan ni CD11c ni CD14, lo que las distingue de las células dendríticas convencionales y los monocitos, respectivamente. Como parte del sistema inmunitario innato, expresan los receptores de tipo Toll 7 y 9, que permiten detectar ácidos nucleicos víricos y bacterianos, como motivos ssRNA o ADN CpG. Al ser estimuladas y activadas, estas células producen grandes cantidades de interferón de tipo I (principalmente IFN-α (alfa) e IFN-β (beta)), que son compuestos antivíricos pleiotrópicos esenciales que medien una gran variedad de efectos. El número de PDCs en circulación se reduce durante una infección crónica por VIH o una infección por VHC.

### Células veliformes
Las células veliformes deben su nombre a los numerosos procesos en forma de velo que presentan en la superficie. Se encuentran en los senos linfoides y linfáticos aferentes. En algunos casos, contienen estructuras similares a los gránulos de Birbeck. Tienen una forma triangular y representan una fase intermedia entre las células de Langerhans (DC periféricas) y las células dendríticas interdigitades (DC los órganos linfáticos secundarios).

### Células dendríticas interdigitantes
Las células dendríticas interdigitantes derivan de la médula ósea. Se las encuentra en todo el cuerpo, pero sobre todo en las regiones de linfocitos T de los ganglios linfáticos, en la capa linfocítica periarteriolar del bazo, el timo, las amígdalas y las placas de Peyer. La membrana plasmática es ATPasa-positiva. Son las células presentadoras de antígeno más eficaces por los linfocitos T vírgenes y son especialmente importantes para la presentación de antígenos víricos. Desde un punto de vista histológico, presentan unas arrugas típicas en la membrana plasmática y un núcleo celular extraño. Las células dendríticas interdigitantes no presentan gránulos de Birbeck al microscopio electrónico. Los antígenos procesados son presentados a los linfocitos T CD4 mediante moléculas MHC II. La liberación de citoquinas por parte de las células dendríticas conduce a la estimulación y proliferación de los linfocitos T. Este tipo de células presentan las moléculas coestimuladora B7-1 y B7-2 en la membrana plasmática.

### Células dendríticas foliculares
Las células dendríticas foliculares (FDC) se encuentran en los folículos linfáticos de los órganos linfoides secundarios y órganos linfoides terciarios. Probablemente no son de origen hematopoyético, a pesar de su aspecto similar a las células dendríticas propiamente dichas, que se debe a sus procesos dendríticos filo coliformes. Su origen es estromal y mesenquimal. El término FDC fue acuñado para distinguirlas de otras células estromales situadas en los folículos de linfocitos B, las células fibroblásticas reticulares. Capturan complejos inmunitarios y contribuyen a la maduración de linfocitos B mediante la presentación de antígeno, que implica un cambio de clase.

## Papel inmunoterapéutico
La inmunoterapia con células dendríticas ha sido planteada como una alternativa a los tratamientos tradicionales del cáncer (cirugía, quimioterapia o radioterapia). Este tratamiento tendría la ventaja de que sería el propio cuerpo el que detectaría y eliminaría las células tumorales, sin necesidad de tratamientos que tengan efectos secundarios perjudiciales físicos o psicológicos para el paciente. Entre otros, ha sido probado en pacientes con hepatocarcinoma, melanoma y carcinoma renal, con especial éxito en los pacientes con melanoma o linfoma.
Como su función está asociada a la MHC de clase II, en condiciones normales, las células dendríticas solo recogen antígenos de microbios invasores y lo presentan a los linfocitos T para que se encarguen de eliminarlos. Por consiguiente, no están preparadas para recoger el antígeno expresado por las células cancerosas. Como un antígeno de cáncer por sí solo no es suficiente para causar una respuesta inmunitaria, los científicos fusionan una citocina con un antígeno tumoral con el objetivo de que se convierta en una señal antigénica potente. Entonces, cultivan las células dendríticas de un paciente en la incubadora y las exponen a este antígeno tumoral-citocina, lo que hace que las células dendríticas maduren y finalmente presenten los mismos antígenos tumorales que aparecen en las células cancerosas del paciente. Cuando estas células dendríticas maduras especiales son devueltas al paciente, presentan los nuevos antígenos tumorales adquiridos al sistema inmunitario del paciente, y los linfocitos T que pueden responder lanzando un ataque contra las células cancerosas del paciente.
La alteración genética de las DC también puede contribuir a curar o aliviar los efectos de enfermedades autoinmunitarias como la artritis reumatoide, un trastorno en el que los leucocitos atacan el cartílago de las articulaciones en confundirlo con proteínas ajenas al cuerpo. Esta respuesta inmunitaria excesiva termina dañando los huesos. Un estudio publicado en 2003 argumenta que una proteína de las DC llamada Re1B, impide la generación de la proteína CD40. Este cambio hizo que las células dendríticas inhiban los linfocitos T en lugar de activarlo, regulando así la respuesta inmunitaria. Aunque este descubrimiento no tiene aplicación, en los próximos años se podría desarrollar para crear una vacuna contra la artritis reumatoide en que las DC han sido «adiestradas» para reconocer la enfermedad y reaccionar en consecuencia.

## Tolerancia inmunitaria
Las células dendríticas promueven la tolerancia inmunitaria, que impide que el cuerpo se ataque a sí mismo. El primer tipo de tolerancia es la tolerancia central: cuando los linfocitos T abandonan el timo por primera vez, las células dendríticas destruyen los linfocitos T portadores de antígenos que podrían hacer que el sistema inmunitario se ataque a sí mismo. El segundo tipo de tolerancia inmunitaria es la tolerancia periférica. Algunos de estos linfocitos portadores de antígenos que hacen que ataquen moléculas «propias» esquivan el primer proceso de tolerancia, algunas Células NK desarrollan antígenos que atacan el «propio» más adelante, y algunos antígenos que atacan el «propio» no se encuentran en el timo, por este motivo, las células dendríticas trabajan para limitar la actividad de las células NK que atacan el «propio» en el exterior del timo. Las células dendríticas hacen esto o destruyéndolos o bien buscando la ayuda de linfocitos T reguladores para desactivar las actividades de los linfocitos NK perjudiciales. Cuando falla la tolerancia inmunitaria, pueden aparecer enfermedades autoinmunes. Por otra parte, una tolerancia excesiva permite que ciertas infecciones, como el VIH, pasen desapercibidas.

## Patología
Como células inmunitarias que son, las células dendríticas son uno de los objetivos principales de la infección por VIH. Este virus, que provoca el sida, se puede unir a las células dendríticas a través de diversos receptores expresados en la célula. El ejemplo mejor estudiado es DC-SIGN (normalmente en la subpoblación 1 de células dendríticas mieloides, pero también en otras subpoblaciones en ciertas condiciones; como que no todas las subpoblaciones de células dendríticas expresan DC-SIGN, su papel exacto en la transmisión sexual del VIH-1 no está claro). Cuando la célula dendrítica es infectada por VIH, el virus se puede transmitir a los linfocitos T colaboradores, y es esta infección de los linfocitos T colaboradores la causa principal de la enfermedad. Este conocimiento ha cambiado drásticamente la comprensión del ciclo infección del VIH desde mediados de la década de 1990, pues actualmente se sabe que las células dendríticas infectadas son un reservorio por el VIH que también debería ser atacado por el tratamiento. Esta infección de las células dendríticas por parte del VIH es un posible mecanismo mediante el cual el virus puede persistir después de TARGA prolongado. Muchos otros virus, como el virus del SARS, parecen utilizar DC-SIGN para ser transportados a sus células objetivo. Sin embargo, gran parte de la investigación sobre la unión de los virus en células que expessen DC-SIGN ha sido hecha utilizando células derivadas in vitro como células dendríticas derivadas de monocitos (CDmo). El papel fisiológico de DC-SIGN in vivo es más difícil de determinar. 
Las células dendríticas se han utilizado en estudios experimentales para vacunar contra tumores ya existentes. Para ello, se cargan células dendríticas aisladas con antígenos de tumores, se les estimula con citocinas y se les devuelve al paciente. Entonces, las células dendríticas muestran al sistema inmunitario tumores que ya existían en el cuerpo, pero que no habían sido reconocidos o combatidos como tales, lanzando las defensas inmunitarias contra el tumor. Más recientemente, este principio también se ha aplicado a animales domésticos (especialmente caballos, perros y gatos).
También se sabe que el funcionamiento alterado de las células dendríticas tiene un papel principal o incluso clave en las alergias y enfermedades autoinmunes como el lupus eritematoso y las enfermedades inflamatorias intestinales (enfermedad de Crohn y colitis ulcerosa, entre otras). Entre otras, las células de Langerhans tienen un papel importante en la reacción de hipersensibilidad de tipo IV (reacción inmunitaria celular retardada). Es el caso, por ejemplo, de la dermatitis de contacto.